# Guillaume Rouillé
Ne doit pas être confondu avec Guillaume Le Rouillé.
Guillaume Rouillé, dit aussi Roville ou Rouville et, en latin, Rovillius (né v. 1518 à Tours et mort en 1589 à Lyon) est un éditeur lyonnais de la Renaissance. Formé à Venise, il travaille d'abord à Paris, puis s’établit définitivement à Lyon.

## Biographie

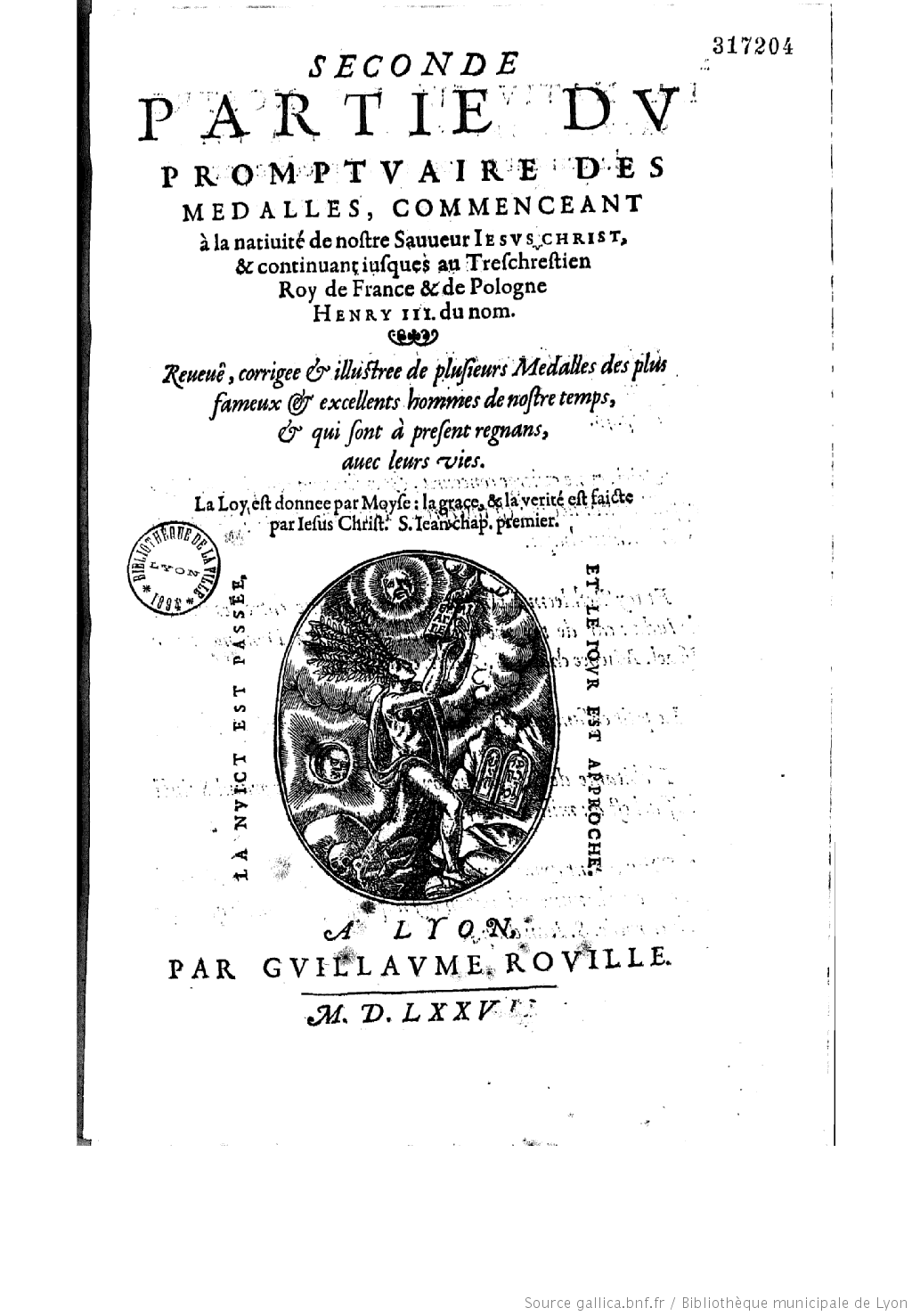
Page de titre du second livre du Promptuaire des médailles de Guillaume Rouillé.

Guillaume Rouillé est originaire de Dolus-le-Sec. Il se forme chez Gabriele Giolito de' Ferrari à Venise et auprès de son fils Gabriele Giolito.
Il s'installe à Lyon vers 1542-1543 et est engagé chez le libraire Vincent Portonariis. Le frère de celui-ci, Dominique, qui lui succède en 1547, lui donne sa fille en mariage. La maison Portonariis bat de l'aile par la suite, alors que Guillaume est solidement installé. Mais il aide ses beaux-frères pour qu'ils s'installent en Espagne au Siècle d'or et ouvrent des succursales.
Rouillé fonde sa propre maison en 1545, initialement marquée « à l'escu de Venise », avec l'aide entre autres de Helayn Dulin et un cousin de Touraine. Il fut libraire ou éditeur, mais jamais imprimeur.
Sa production est considérable, avec plus de huit cent trente publications durant ses quarante-cinq années d'activités. Ses principales réussites commerciales proviennent d'ouvrages de droit, de médecine, de science et de religion. Les domaines de la littérature et les romans ne forment qu'un cinquième de son œuvre. Rouillé édite de nombreux auteurs italiens, souvent en langue originale, plus d'une cinquantaine. En revanche, il édite peu de poètes français, à l'exception de Clément Marot. Avec l'aide de ses beaux-frères, il publie également en espagnol. Il travaille  à Lyon avec plusieurs imprimeurs comme Macé Bonhomme, Balthazar Arnoullet, Jean Pullon alias de Trin ou Jean Frellon. « Guillaume Rouillé est avec, et, d'une certaine façon, en contre-image de Jean de Tournes, le principal imprimeur lyonnais de son temps, parfait exemple d'une réussite économique et sociale, qui s'est construite autant sur un sens avisé du marché que du souci d'une production de qualité, utile au public, rigoureuse dans ses choix, qui, dans ses meilleures réussites, notamment quand Rouillé fait appel comme illustrateur à Pierre Eskrich, pour des frontispices ou des vignettes, comme celles qui figurent dans sa Bible de 1562, constitue un des sommets de l'art du livre à Lyon au XVIe siècle ».

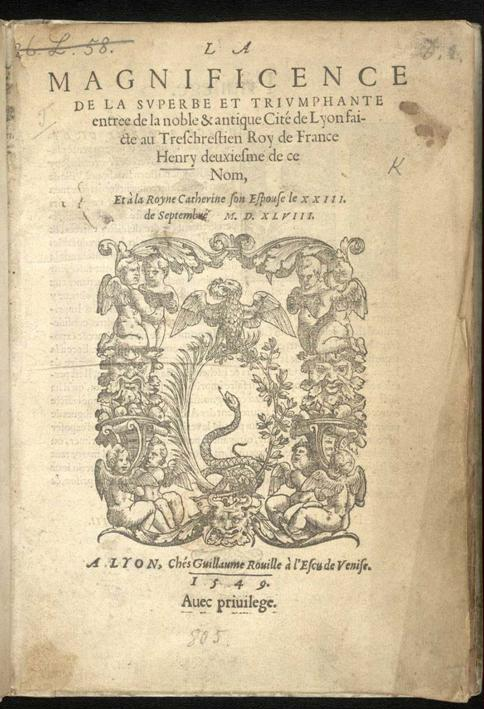
Page de titre de lEntrée d'Henri II à Lyon par Maurice Scève, édité par Guillaume Rouillé en 1548.

Sa stratégie commerciale passe entre autres par la proximité des plus éminents intellectuels de son temps. Il a des relations suivies avec de grands juristes, dont il publie les travaux. De même, il est « l'initiateur, le financier et le participant très actif » (c'est sur un terrain lui appartenant qu'est situé le jardin des plantes) des recherches du botaniste Jacques Daléchamps, dont il publie l'Historia generalis plantarum. De même, il est pleinement engagé dans le mouvement humaniste et il édite de nombreux humanistes avec qui il correspond. Il publie ainsi les ouvrages archéologiques de Guillaume du Choul, et s'essaie même à l'écriture avec son célèbre Promptuaire des médailles (Promptuarium iconum insigniorum a seculo hominum, 1553, 2 parties in quarto de 172 et 247 pages pour 824 portraits en médaillons), qui connait un large succès.
Durant la seconde partie de sa vie, il s'établit et devient un notable de Lyon ; élu conseiller de la ville, échevin en 1568-1569, 1573-1574 et 1578-1579, ce qui l'anoblit. Il soutient fermement la religion catholique, surtout après les conflits des années 1560. Ainsi, il publie en 1561 le traité d'Henri VIII contre Luther, agrémenté d'une longue préface ouverte au chanoine Gabriel de Saconay. Il édite également un des tenants de l'orthodoxie : Stanislas Hosius.
Sa marque était un aigle représenté soit sur une palme, sur un globe ou sur un piédestal, avec un ou plusieurs serpents enroulés. Il a associé plusieurs devises à cette marque: « prudence » (prudentia) ou « la vertu et la fortune » (« in virtute et fortuna »), et différents textes sur Venise (« sub scuto veneto »), la ville où il a travaillé pour la première fois comme libraire.
Comme l’explique le bibliographe lyonnais Henri Baudrier dans un ouvrage spécialement consacré au nom de cet imprimeur, la graphie « Rouville » est la seule légitime. Il est remarquable que Guillaume, après avoir exercé ses magistratures, se fit constamment appeler  "de Rouville", nom qu'il transmit à sa descendance.

## Corpus éditorial
- Marc Antoine Flaminius,  In librum Psalmorum brevis explanatio. Adjectae sunt in studiosorum usum ejusdem authoris in Psalmos aliquot, suo quaeque ordine & loco. Paraphrases. Item adjectae sunt in Tringinta Psalmos Paraphrases, carmine ab eode conscriptae, & suo loco positae, Lyon, Guillaume Rouillé, 1552 — Flaminius a écrit des poésies latines et révisé Beneficio di Cristo (en).

- Jacques Daléchamps, Historia generalis plantarum, Lyon, Apud Guglielmum Rovillium, 1586 t. 1, 1587 ; t. 2, 1586
- Jacques Daléchamps, Histoire générale des plantes, trad. par Jean Desmoulins, 1615 : t. 1 ; t. 2

## Éponymie
- Place Rouville, à Lyon[7],[11]